# María Guerrero López
María Guerrero López (Madrid, 1906 - Madrid, 24 de marzo de 1994), conocida como Mariquita Guerrero, fue una actriz española.

## Biografía
Sobrina de la mítica actriz de teatro María Guerrero, con la que compartió nombre artístico, se inicia en el teatro, tras cursar estudios en el Colegio de san Luis de los Franceses, siendo aún una niña, en la compañía de sus tíos María Guerrero y Fernando Díaz de Mendoza. 
Debuta sobre los escenarios el 19 de septiembre de 1919 con la obra Campo de armiño, de Jacinto Benavente, que representa en el Teatro Odeón, de Buenos Aires. Seguirían decenas de representaciones, entre las cuales La vidriera milagrosa (1924) y Doña Diabla (1925), ambas de Luis Fernández Ardavín o Desdichas de la fortuna o Julianillo Valcárcel (1926), de los Hermanos Machado.
En 1927 se casa con su primo hermano Fernando Díaz de Mendoza y Guerrero, padre de Fernando Fernán Gómez, y con el que tuvo tres hijos. En los siguientes años, y fallecidos sus tíos-suegros, el matrimonio mantiene el nombre de la Compañía. Interpretan a los clásicos, como La Estrella de Sevilla o El perro del hortelano (1931) y estrenan, entre otras, La florista de la Reina (1940), de Ardavín.
Tras el fallecimiento de Fernando, en 1942, inicia su carrera en solitario o formando tándem con José Romeu, con éxitos notables en la cartelera madrileña, con obras como La hidalga limosnera (1944), de José María Pemán, Doña María la Brava (1944), de Eduardo Marquina, Sangre negra (1963), de Guillermo Sautier Casaseca o Las de Caín (1982), de los Hermanos Álvarez Quintero.
Protagonizó la película La florista de la reina (1940), de Eusebio Fernández Ardavín, y actuó en Farmacia de guardia (1958), de Clemente Pamplona. Apareció en varias series de televisión, entre las que destacó Novela (1963-1978).